# Constantinești, Brăila
Constantinești este un sat în comuna Râmnicelu din județul Brăila, Muntenia, România.
-->, județul Brăila, Muntenia, România.